# Volcanic Sunlight
Volcanic Sunlight – czwarty album studyjny amerykańskiego rapera i poety Saula Williamsa, wydany 10 maja 2011 roku. W przeciwieństwie do swoich poprzedników, Volcanic Sunlight jest bardziej dance'owo-popowy aniżeli hop hopowo-industrialny.

## Lista utworów
1. "Look to the Sun" – 4:08
2. "Patience" – 3:52
3. "Explain My Heart" – 4:15
4. "Triumph" – 6:03
5. "Diagram" – 3:47
6. "Girls on Saturn" (znany również jako "Girls Have More Fun") – 2:27
7. "Give It Up" – 4:12
8. "Dance" (feat. Janelle Monáe) – 3:35
9. "Volcanic Sunlight" – 3:56
10. "Rocket" – 3:52
11. "Fall Up" – 4:17
12. "Innocence" – 5:43
13. "New Day" - 5:14